# Кроми (Івановська область)
Кроми (рос. Кромы) — село в Верхнєландеховському районі Івановської області Російської Федерації.
Населення становить 200 осіб. Входить до складу муніципального утворення Кромське сільське поселення.

## Історія
Від 2005 року входить до складу муніципального утворення Кромське сільське поселення.

## Населення
| 1859 | 1905 | 2010 |
| ---- | ---- | ---- |
| 185  | ↘127 | ↗200 |